# Wahrheitstaler

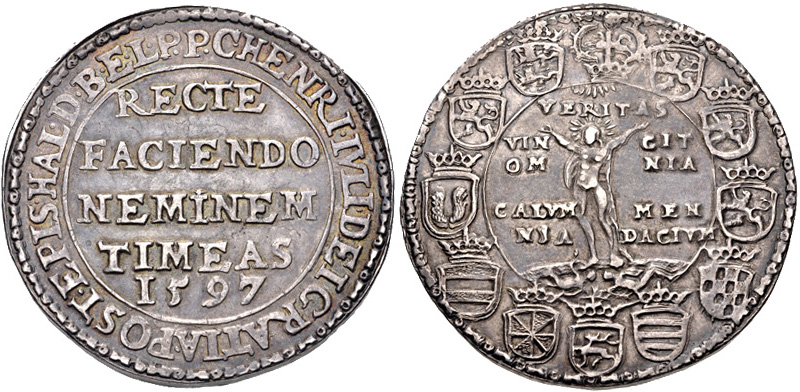
Wahrheitstaler von 1597 (Durchmesser 42 mm)

Der Wahrheitstaler ist einer der sogenannter emblematischen Taler des Herzogs Heinrich Julius zu Braunschweig und Lüneburg, Fürst von Braunschweig-Wolfenbüttel (1589–1613). Der Taler wurde 1597 und 1598 mit einem Spruch auf der Vorderseite und der personifizierten nackten Wahrheit auf der Rückseite geprägt. Er diente dem Herzog als Propagandamittel in den Auseinandersetzungen mit einigen adligen Familien seines Landes. Der Wahrheitstaler folgte auf den Lügentaler.

## Münzgeschichtliche Zusammenhänge
Der Taler des Herzogs Heinrich Julius ist einer der Sinnbildtaler, der von dem Historiker und Numismatiker Johann David Köhler als dritter emblematischer Taler mit der Jahreszahl 1597 beschrieben ist,

„welchen man den Wahrheits-Thaler nennet, weil selbiger die auf Lügen und Verleumdung stehende Warheit vorstellet mit der Beyschrift VERITAS VINCIT OMNIA CALVMNIA MENDACIVM. d. i. Die Warheit überwindet alles. Die Verleumdung, die Lügen. Die andere Seite enthält den Spruch: RECTE FACIENDO NEMINEM TIMEAS. d. i. Thue Recht/scheue niemand.“

Nach Carl Christoph Schmieder ist der „Wahrheitsthaler, eine Stachelmünze, welche Heinrich Julius […] 1597 und 98 ausgab.“ Die Rückseite zeigt, so Schmieder „die nackte Wahrheit, die man oft für Christum angesehen hat […].“ Sie tritt „die Verleumdung und die Lüge mit Füßen. […]“ Dieser Taler, so Schmieder, „ist der Pendant zum […] Lügenthaler, und hat dieselbe Beziehung“.
Die emblematischen Taler dienten dem Herzog als Propagandamittel in den Auseinandersetzungen mit adligen Familien seines Landes, die ihn vor dem Reichskammergericht verklagt hatten.
Anmerkung: Weitere emblematische Taler des Herzogs sind Rebellentaler (1595), Lügentaler (1596/97), und Mücken- oder fälschlich Wespentaler (1599) genannt, die ebenfalls den Streit mit adeligen Familien seines Fürstentums versinnbildlichen, sowie der Pelikan- oder Patriotentaler (1599), der seinen Einsatz für das Land und die Untertanen versinnbildlichen soll.

## Münzbeschreibung
Der Wahrheitstaler ist ein in der Münzstätte Goslar ohne Münzmeisterzeichen geprägter silberner Reichstaler des Herzogs Heinrich Julius aus dem Fürstentum Braunschweig-Wolfenbüttel. Der abgebildete Taler wiegt 29,12 Gramm und hat einen Durchmesser von 42 mm.

### Vorderseite

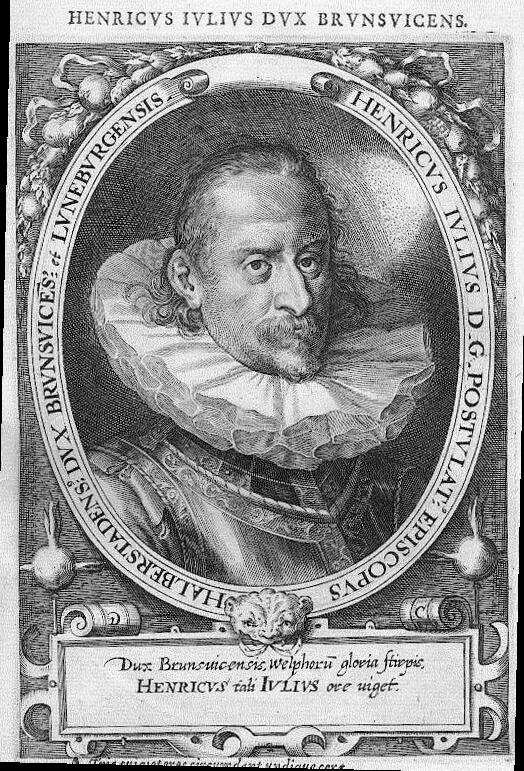
Heinrich Julius mit seiner Titulatur

Auf der Vorderseite befindet sich im Feld eine vierzeilige Inschrift, darunter die Jahreszahl 1597. An die Umschrift sind die Anfangsbuchstaben P. P. C. des Wahlspruchs von Heinrich Julius angehängt.
- Umschrift: HENRI(cus) • IVLI(us) • DEI GRATIA • POST(ulatus) • EPIS(copus) • HAL(berstadensis) • D(ux) • B(runsvicensis) • E(t) • L(uneburgensis) • P(ro) . P(atria) . C(onsumor) •
- Übersetzung: Heinrich Julius von Gottes Gnaden, postulierter Bischof zu Halberstadt, Herzog zu Braunschweig und Lüneburg. Sein Wahlspruch lautet übersetzt: Für das Vaterland verzehre ich mich.[7]
- Inschrift: RECTE / FACIENDO / NEMINEM / TIMEAS / 1597
- Übersetzung: Tue Recht und scheue niemand![8]

### Rückseite
Auf der Rückseite ist die personifizierte nackte Wahrheit dargestellt (Gerhard Welter hat in seiner Münzbeschreibung fälschlicherweise diese als Christus angesehen). Die personifizierte strahlende nackte Wahrheit steht mit den Füßen auf der symbolisierten Verleumdung (durch einige Adelige Familien seines Landes) und Lüge. Die Inschrift im Feld bestätigt das: VERITAS / VIN – CIT / OM – NIA /  CALVMNIA / MENDACIUM (lat. = Die Wahrheit besiegt alle Verleumdung und Lüge). Im Umkreis sind elf bekrönte Wappenschilde angeordnet.